# Quint Voconi Saxa
Quint Voconi Saxa (en llatí Quintus Voconius Saxa) va ser un magistrat i polític romà del segle ii aC. Formava part de la gens Vocònia, una antiga gens romana d'origen plebeu.
Va ser elegit tribú de la plebs l'any 169 aC i va proposar la Lex Voconia, que pretenia evitar la concentració de la riquesa en determinades famílies. Aquesta llei va tenir el suport de Cató el Vell que llavors tenia 65 anys i va parlar en favor d'aquesta norma. Del seu període no es coneix res més.